# Johann Baptist Georg Neruda
Johann Baptist Georg Neruda (* als Jan Křtítel Jiří Neruda um 1711 in Rosice; † 11. Oktober 1776 in Dresden) war ein böhmischer Violinist, Kapellmeister und Komponist der Vorklassik. Nach einigen Jahren in Prag wirkte er über dreißig Jahre in Dresden, davon über zwanzig Jahre Violinist in der Dresdner Hofkapelle.

## Leben
Johann Baptist Georg Neruda erlernte das Violin- und das Cellospiel. Nach seiner Ausbildung in Prag spielte er einige Jahre in einem dortigen Theaterorchester. 1741 kam er nach Dresden. Dort trat er spätestens 1742 in den Dienst des Grafen Friedrich August Rutowski. 1750, eventuell schon Mitte 1749, wurde er Mitglied der Dresdner Hofkapelle. Hier arbeitete er sich in der Hierarchie vom 14. bis zum 3. Violinisten vor. Zu seinen Schülern zählten seine Söhne Ludwig Neruda und Anton Friedrich Neruda, die beide ebenfalls Violinisten der Hofkapelle wurden. Daneben erwähnt Dlabac als bekanntesten Schüler den Konzertmeister des Markgrafen Friedrich Heinrich von Brandenburg-Schwedt Josef Simon Heinze, den er 1751 ausgebildet haben soll. 1772 begab er sich aus Altersgründen in den Ruhestand. In Dresden blieb er bis zu seinem Tod.
Nach Bohumír Jan Dlabač war der Geiger Jan Chrysostomos Neruda sein Bruder. Nach einer kurzen Zeit  als Geiger in einem Prager Theaterorchester trat dieser 1726 in das Prämonstratenserkloster Strahov in Prag ein, wo er 1733 Succentor und 1743 Regens chori wurde.

## Werke
Die Musikwissenschaftlerin Zdenka Pilková erstellte 1990 einen thematischen Katalog der Werke Johann Baptist Georg Nerudas. Einen weiteren thematischen Index erstellte der Musikwissenschaftler Hans-Günther Ottenberg: Jan Křtitel Jiří Neruda. Thematic index. (OttNe, RISM ID: lit817) Mindestens 97 musikalische Werke werden ihm zugeschrieben, obwohl viele davon heute verloren sind. Im 18. Jahrhundert wurden Kopien seiner Werke in Böhmen, Deutschland und Schweden verbreitet. Zwischen 1762 und 1771 bewarb der Katalog des Musikverlegers Breitkopf 68 Werke Nerudas. Der Schwerpunkt seines Schaffens lag auf der Instrumentalmusik. Seine Musik zeigt deutliche Anzeichen italienischer Einflüsse. Seine Verwendung von Dynamik ist offensichtlich von der Mannheimer Schule beeinflusst.
Sein heute bekanntestes Werk, das Konzert für Trompete, Streicher und Basso Continuo in Es-Dur wurde ursprünglich für Corno da caccia geschrieben. Nachdem es in Vergessenheit geraten war, erreichte es durch eine 1968 veröffentlichte Ausgabe für Trompete eine gewisse Popularität. Die einzigen zu Lebzeiten im Druck erschienenen Kompositionen sind sechs Triosonaten für zwei Violinen und Bass, 1764 bei Breitkopf & Härtel in Leipzig.

### Oper
- Les troqueurs, verschollen[2][11][22]

### Kirchenmusik
- Missa pastoritia für vier Stimmen, zwei Trompeten, zwei Violinen und Orgel[1]
- Salve Regina für Sopran, Alt, zwei Oboen, zwei Violinen, Viola und Orgel[1][23]

### Werke für Orchester
- 36 Sinfonien[1][2][24]
  - Sinfonie A-Dur für Streicher und Basso continuo OttNe A1 RISM ID: 212003082 (Digitalisat der Sächsischen Landesbibliothek)
  - Sinfonie D-Dur RISM ID: 452506483 (Digitalisat der digitalisierten Sammlungen der Staatsbibliothek zu Berlin)
  - Sinfonie F-Dur (Digitalisat beim IMSLP)
  - Von der Sinfonia in G major, GraunWV D:XII:108, die bisher Johann Gottlieb Graun zugeordnet wurde, wird die Urheberschaft Nerudas diskutiert. (Digitalisat beim IMSLP)
- 10 Violinkonzerte[1][2]
- 1 Fagottkonzert[1][2]
- Hornkonzert Es-Dur, für Corno da caccia, herausgegeben von E. Leloir, 1772[1]; herausgegeben von M. Sommerhalder, Edinburgh, 1992[1][2][13] (Digitalisat der Solostimme beim IMSLP)

### Kammermusik
- 33 Triosonaten[1][2], die meisten für zwei Violinen und Basso continuo[2]
  - 6 Triosonaten für zwei Violinen und Bass, Breitkopf & Härtel in Leipzig, 1764 (Digitalisat beim IMSLP)

- 8 Sonaten für Violine und Basso continuo[1]
  - Sonate a-moll, herausgegeben von S. Gerlach and Z. Pilková, Böhmische Violinsonaten 1, München, 1982[1][2] (Digitalisat beim IMSLP)
- Diverse Tänze[1][2]
  - Menuets et Polonois de la Redoute de Dresda, 1753 RISM ID: 553013259 (Digitalisat bei Moravská zemská knihovna v Brně)
  - Balli per anno 1754, 36 Tänze für Cembalo RISM ID: 225003578 (Digitalisat bei Sachsen.digital)